# Parameioneta
Parameioneta là một chi nhện trong họ Linyphiidae.